# Águas residuais

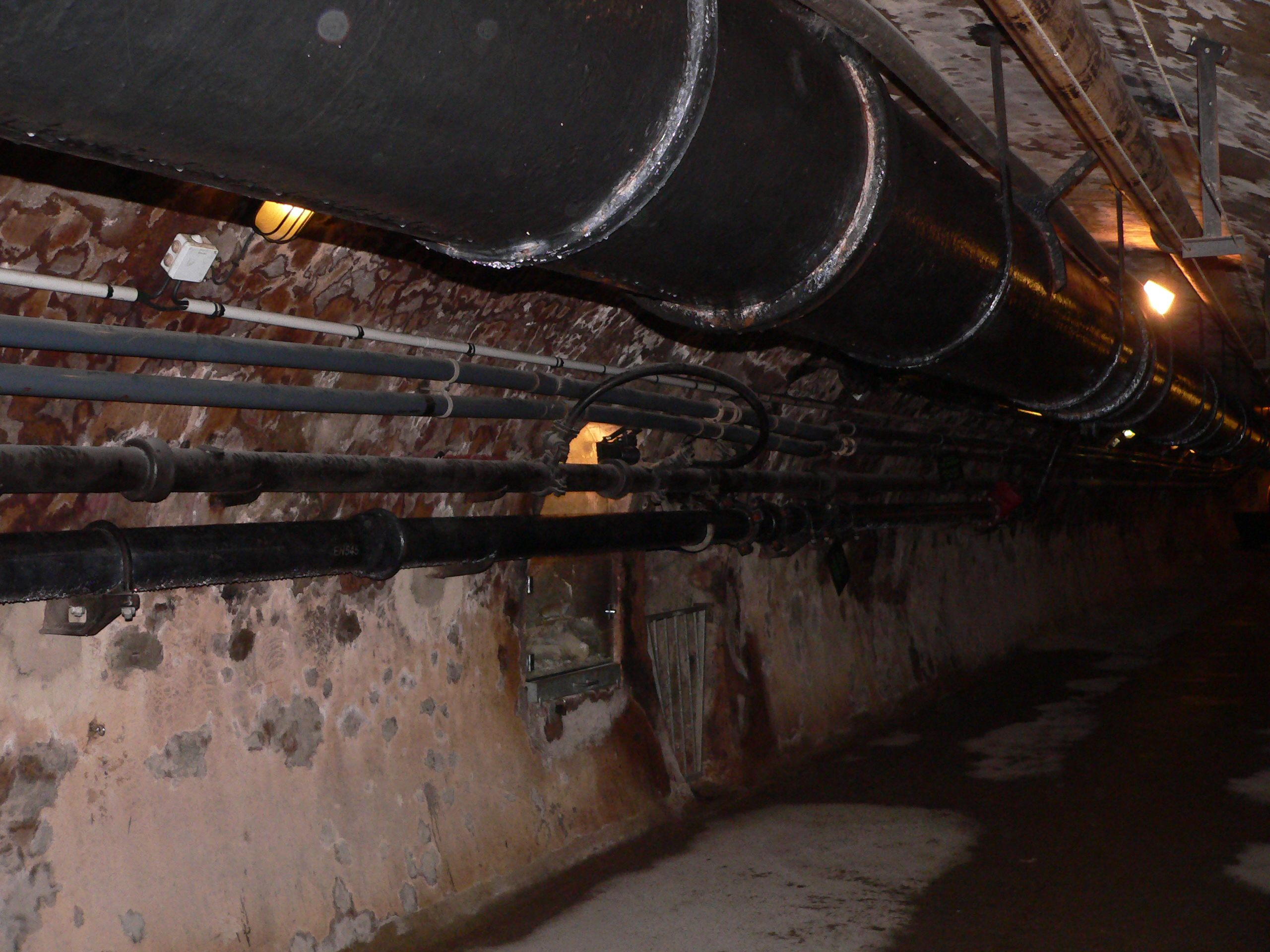
Foto de uma conduta de esgotos subterrânea em Paris.

Águas residuais, vulgarmente denominadas de esgoto (do termo latino exgutta) e águas servidas, é o termo usado para as águas que, após a utilização humana, apresentam as suas características naturais alteradas. Conforme o uso predominante comercial, industrial ou doméstico, essas águas apresentarão características diferentes.
A devolução das águas residuais ao meio ambiente deverá prever, se necessário, o seu tratamento, seguido do lançamento adequado no corpo receptor, que pode ser um rio, um lago ou no mar, através de um emissário submarino.
As águas residuais podem ser transportadas por tubulações diretamente aos rios, lagos, lagunas ou mares ou levadas às estações de tratamento e, depois de tratadas, devolvidas aos cursos d'água.
O esgoto pluvial ou, simplesmente, água pluvial, pode ser drenado em um sistema próprio de coleta separado ou misturar-se ao sistema de esgotos sanitários.
O esgoto não tratado pode prejudicar o meio ambiente e a saúde das pessoas. Os agentes patogênicos podem causar doenças como a cólera, a difteria, o tifo, a hepatite e muitas outras.
A solução é um sistema adequado de saneamento básico, que pode ou não incluir uma Estação de Tratamento de Águas Residuais, conforme o caso a ser estudado.
Segundo dados da Organização das Nações Unidas, cerca de 1,1 bilhão de pessoas não têm acesso a água potável e 2,4 bilhões não dispõem de condições sanitárias básicas. A consequência disso é o aumento do número de mortes por doenças como diarreia e malária.

## Composição do esgoto

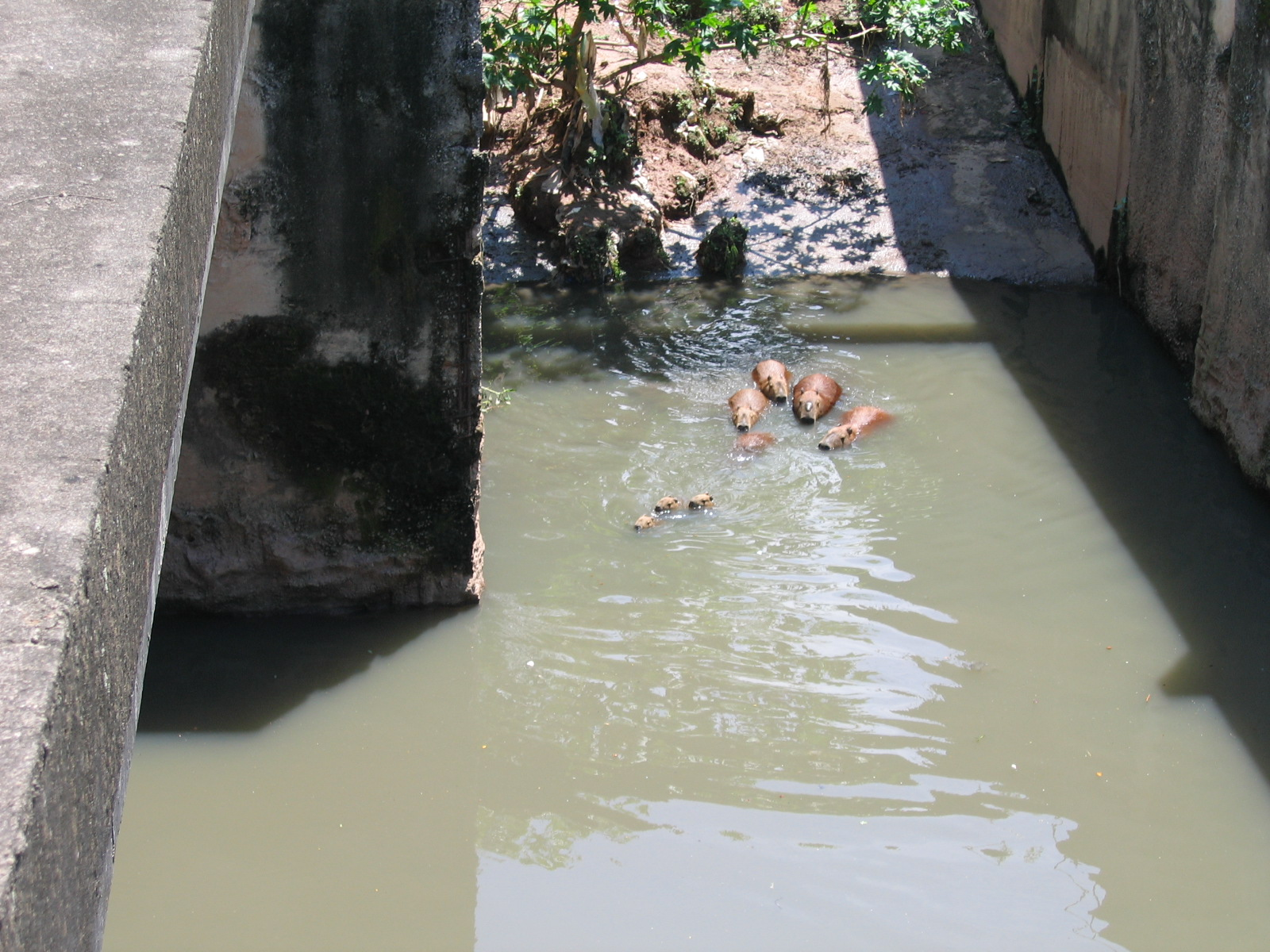
Um grupo de cinco capivaras adultas acompanhados de três filhotes retornam ao muito poluído córrego que atravessa a Universidade de São Paulo, de onde haviam emergido para se alimentarem de grama. O córrego recebe águas residuais não tratadas.

As águas residuais contêm, basicamente, matéria orgânica e mineral, em solução e em suspensão, assim como alta quantidade de bactérias e outros organismos patogênicos e não patogênicos.
Outros produtos podem ser indevidamente jogados descarga abaixo e lançados na rede de águas residuais, como estopas, chupetas e outros materiais relacionados a crianças, objetos de higiene feminina, tais como absorventes, ou ainda produtos tóxicos de origem industrial, preservativos usados, etc..
As águas residuais em decomposição anaeróbica produzem gases que, em espaços fechados, como tubulações ou estações, podem estar concentrados a níveis perigosos, exigindo o uso de material especial e equipes de resgate.
O gás sulfídrico é o principal responsável pelo cheiro característico do esgoto em decomposição anaeróbica.
O método de cloração de águas residuais, já tratadas previamente numa Estação de Tratamento de Esgoto (ETE), pode contribuir na redução de patogênicos no lançamento dos efluentes. Revelou-se ser o processo de menor custo e de elevado grau de eficiência em relação a outros processos como a ozonização, que é bastante dispendiosa, e a radiação ultravioleta, que só é aplicável a algumas situações.

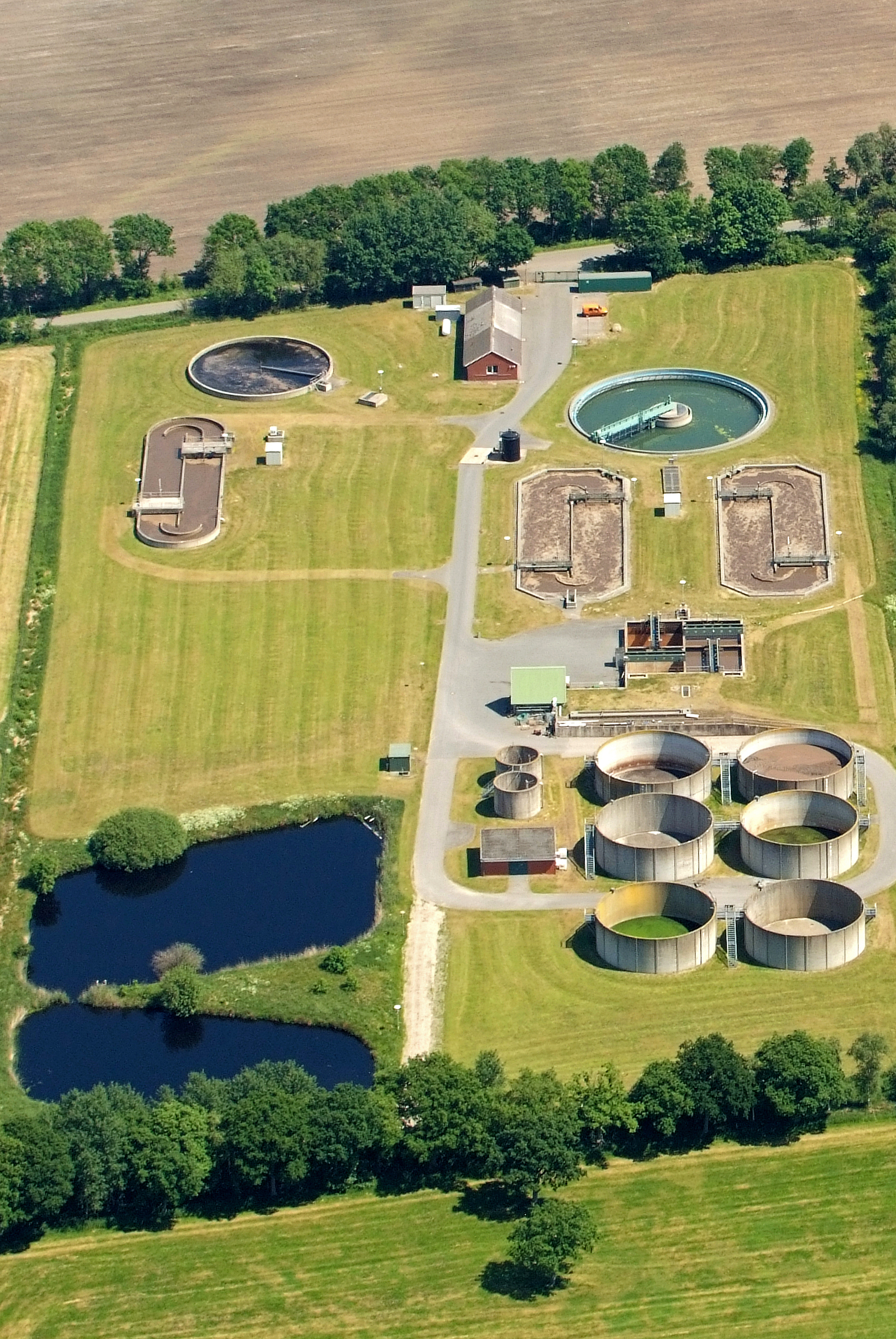
Canal de tratamento de esgoto em Cuxhaven, na Alemanha.

O gás mais perigoso presente é o metano, por ser explosivo, já tendo causado a morte de alguns operários de companhias de saneamento.

## No Brasil
No Brasil, a coleta de águas residuais nos séculos XVIII e XIX, principalmente nas casas mais ricas, dependia do trabalho de escravos, os chamados "tigres". Todas as noites, eles carregavam vasos cheios de detritos e iam despejá-los no mar, onde também lavavam os latões, os urinóis e as escarradeiras. Esse tipo de coleta de águas residuais acontecia antes de a família real chegar ao Brasil em 1808. Depois da chegada da família real, o Brasil passou por muitas transformações significativas.
O lançamento indiscriminado de águas residuais domésticas é, atualmente, um dos maiores problemas ambientais e de saúde pública do Brasil. No país, entre 2002 e 2005, foram produzidos cerca de 32 milhões de metros cúbicos de esgoto por dia. Deste total, apenas 14 milhões são coletados e somente 4,8 milhões de metros cúbicos de esgoto são tratados, volume que corresponde a apenas 15% do total produzido; o serviço é estendido a apenas 44% das famílias brasileiras. O restante é descartado de forma indiscriminada nos rios. Ainda assim, o investimento do Governo Federal é de apenas 0,04% do produto interno bruto. Cerca de 100 milhões de brasileiros vivem diariamente sem coleta e tratamento de esgoto. Isso acarreta em uma direta contaminação do solo, além de ser responsável por cerca de 30% de toda a mortalidade nacional.
Em muitas cidades, o esgoto não recebe qualquer tipo de tratamento e acaba contaminando o solo, os rios, os oceanos e até mesmo mananciais que abastecem as cidades com água.